# Orange Cup
La Orange Cup fue una competición anual internacional de rugby que enfrentaba a los campeones de la Premiership y el Top 14, las dos principales competencias de rugby profesional en Europa.

## Historia
Durante la existencia de la competición esta fue dominada principalmente por equipos de Inglaterra, quienes lograron tres de las cuatro ediciones disputadas.

## Campeones y finalistas
| Año  | Campeón          | Resultado | Subcampeón       |
| ---- | ---------------- | --------- | ---------------- |
| 2001 | Stade Toulousain | 30 - 15   | Leicester Tigers |
| 2002 | Leicester Tigers | 14 - 13   | Biarritz         |
| 2003 | London Wasps     | 27 - 26   | Stade Français   |
| 2006 | Sale Sharks      | 38 - 20   | Biarritz         |

## Palmarés
| Club             | Títulos | Subcampeonatos |
| ---------------- | ------- | -------------- |
| Leicester Tigers | 1       | 1              |
| Stade Toulousain | 1       |                |
| London Wasps     | 1       |                |
| Sale Sharks      | 1       |                |
| Biarritz         |         | 2              |
| Stade Français   |         | 1              |